# AGM-129先进巡航导弹
AGM-129先进巡弋飛彈（Advanced Cruise Missile，ACM）是一种低可探测性、亚音速、涡扇发动机动力的空射巡弋飛彈（ALCM），最初由通用动力公司设计和建造，后来被雷神公司旗下的雷神飛彈系統公司雷神導彈系統公司收购。在2012年退役前，AGM-129A一直搭载在美国空军的B-52同溫層堡壘轟炸機上。
1982年，在意识到AGM-86B巡弋飛彈导弹难以穿透未来防空系统后，美国空军开始研究具有低可探测能力的新型巡航导弹。 AGM-86B依靠低空飞行突破苏联以地对空导弹为中心的防空体系。机载预警系统的部署，加上米格-31上的閃舞雷达和苏-27拦截机上的Myech 雷达，降低了低空飛行的AGM-86B 到達目標地點的可能性。對此情況提出的解决方案是将各种低可探性技术纳入新的先进巡航导弹系统。

## 设计、测试和生产
1983 年，通用动力康维尔分部 (GD/C) 获得了 AGM-129A 的开发合約。 AGM-129A 采用了弹体造型来减少导弹的雷达反射面積。发动机进气口安装在导弹底部，以进一步改善雷达反射面積。喷气发动机的排气被尾部遮蔽，并由扩散器冷却，以减少能被偵測到的红外特征。为了减少导弹發射出的电子辐射，AGM-86B 中使用的雷达被惯性制導加上地形匹配的组合所取代，并通过光達測速儀測量速度。
这些变化使得 AGM-129A 更难被发现，并允许導彈已更高的高度飛行。较新的威廉姆斯国际F112-WR-100涡扇发动机使航程增加了约 50%。较新的制导系统将精度提高到 ˇ30~90米(100~300英尺)。
第一枚试验导弹于 1985 年 7 月飞行，第一批生产型导弹于 1987 年交付给美国空军。此外，項目的發展過程中更是遭遇到了品質管控的問題。美国国会议员莱斯·阿斯平称這項目是一场采购灾难，因其是委员会审查过的八个战略武器项目中问题最严重的。美国国会于 1989 年取消了对 ACM 项目的资助。因成品品質的問題，美国空军于 1989 年和 1991 年停止导弹交付。麦克唐纳·道格拉斯公司被邀请成为导弹生产的第二供应商。 1989年初，美国向加拿大提出在加拿大测试 AGM-129A 的申请并获得许可。
计划要求在1993年開始全速生产后，以每年 200 枚导弹的速度生产足够的导弹来替换大约 1,461 枚 AGM-86B。1992 年 1 月，冷战的结束促使美国总统乔治·H·W·布什宣布大幅削减 ACM 采购总量。最終确定只需要 640 枚导弹。 ACM 计划后来进一步减少到 460 枚。1992 年 8 月，通用动力公司将其导弹业务出售给休斯飞机公司。五年后的 1997 年，休斯飞机公司将其航空航天和国防业务出售给了最终生产承包商雷神公司。
美国空军後續推动生产AGM-129B衍生型，以针对 AGM-129A 被认为无效的目标。美国空军于1985年提出这一需求，提议将120枚导弹改装为AGM-129B型。1991年，美国国会拒绝了该请求，迫使美国空军终止该计划。1992年，美国国防部指示美国空军重启该计划，但这一努力遭到美国国会总审计局的反对。关于这种武器与原始武器究竟有何不同，存在一些困惑。美国国防部文件 DoD 4120.15-L《军用航空航天飞行器型号说明》指出，AGM-129B 是在 AGM-129A 的基础上“进行了结构和软件方面的改进，并更换了核弹头，以执行机密任务”而研制的。